# 극장판 두 사람은 프리큐어 Splash Star 똑딱똑딱 위기일발!
《극장판 두 사람은 프리큐어 Splash Star 똑딱똑딱 위기일발!》(일본어: 映画 ふたりはプリキュア Splash Star チクタク危機一髪!)은 두 사람은 프리큐어 Splash Star의 극장판 애니메이션. 2006년 12월 9일 공개. 《디지몬 세이버즈 더 무비 궁극파워! 버스트 모드 발동!!》과 동시 상영되었다. 

## 참고 자료
- “映画 ふたりはプリキュアSplashStar チクタク危機一髪！”. 2021년 9월 5일에 확인함.